# 兵庫県立リハビリテーション西播磨病院
兵庫県立リハビリテーション西播磨病院（ひょうごけんりつ リハビリテーション にしはりまびょういん、英語: Hyogo Prefectural Rehabilitation Hospital at Nishi-harima）は、兵庫県たつの市にある医療機関。播磨科学公園都市内の兵庫県立西播磨総合リハビリテーションセンターに位置する公立病院（都道府県立病院）。リハビリテーション医療に特化した病院として、兵庫県内の急性期病院と協力してリハビリ医療サービスを提供している。

## 沿革
兵庫県内で増大するリハビリテーションニーズに対応するため、兵庫県立リハビリテーション中央病院に次ぐ県内第2の拠点として2006年（平成18年）4月に兵庫県立西播磨総合リハビリテーションセンターが播磨科学公園都市に開設。その中核施設として同年7月に当院が開院した。その後もリハビリ専門病院としての特性を生かし、2009年（平成21年）11月には認知症疾患医療センターを、さらに2018年（平成30年）9月には神経難病リハビリテーションセンターを開設した。

## 診療科目等
医局
- 脳神経内科
- 内科
- 循環器内科
- 整形外科
- リハビリテーション科
- 精神科
- リウマチ科
- 泌尿器科
- 歯科（入院患者用）
- 眼科（入院患者用）

リハビリ療法部
- 理学療法科
- 作業療法科
- 言語聴覚療法科
- 臨床心理科
- 音楽療法科
- 園芸療法科

その他センター
- 神経難病リハビリテーションセンター
- 認知症疾患医療センター

## 指定病院
- 保険医療機関[4]
- 労災保険指定医療機関
- 生活保護法指定医療機関
- 感染症の予防及び感染症の患者に対する医療に関する法律（感染症法）に基づく結核指定医療機関
- 難病医療費助成指定医療機関
- 小児慢性特定疾病医療費助成指定医療機関
- 整形外科療養指定医療機関
- 臨床研修指定病院
- 指定自立支援医療機関（精神通院医療、育成医療・更生医療）

## 兵庫県立西播磨総合リハビリテーションセンター
当院は兵庫県西部における医療・福祉の総合施設である兵庫県立西播磨総合リハビリテーションセンターの中核施設であり、病院のほか以下の施設が一体となって運営されている。いずれも当院と同じく社会福祉法人兵庫県社会福祉事業団が指定管理者として管理運営にあたっている。
- 研修交流センター
「研修事業」「交流事業」「福祉用具展示ホール『コム・プラザ』」の3事業が柱である。「研修事業」では独自事業及び県からの委託事業を通してリハビリテーション専門職の育成を行う。「交流事業」ではセンターを地域交流拠点として各種交流事業の実施、専門職員の派遣による地域支援などの事業を実施する。『コム・プラザ』は常時700点の福祉用具を展示し、福祉用具等の最新情報の発信と利用に関する相談への対応を行う。
- ふれあいスポーツ交流館
体育館・プール・トレーニングジム・芝生広場等からなり、県下における障害者のスポーツ中核拠点として、健康と体力づくりからアスリートの強化までを担う障害者スポーツ優先施設である。ユニバーサルデザインが施され、誰でも利用しやすくなっている。
障害者スポーツ大会の開催、障害者・高齢者を対象としたスポーツ教室の実施、スポーツを通した地域住民・児童生徒との交流事業の実施、障害者スポーツの指導者・ボランティアの育成、予防的リハビリテーションの普及等の事業を行っている。

## 交通アクセス
公共交通機関
- ウエスト神姫バス Spring-8行き、「西播磨総合リハセンター前」下車
  - JR西日本山陽新幹線、山陽本線、赤穂線 相生駅から30分乗車
  - JR西日本姫新線 播磨新宮駅から26分乗車
  - JR西日本山陽新幹線、山陽本線、姫新線、播但線 姫路駅から60分乗車
- ウエスト神姫バス 粒子線センター行き「西播磨総合リハセンター前」下車
- 佐用町コミュニティバス 播磨科学公園都市行き「西播磨総合リハセンター前」下車
- 播磨科学公園都市圏域定住自立圏 圏域バス「てくてくバス」「西播磨総合リハセンター前」下車

自動車
- 相生駅より国道2号を西へ竜泉交差点を右折、播磨科学公園都市方面へ20分
- 播磨自動車道播磨新宮ICから車で6分